# Kráni
Kráni (grec ancien : Κράνη), également connue sous le nom de Kránioi (Κράνιοι), est une cité antique, ainsi qu'une polis à Céphalonie, en Grèce,,. Son site archéologique est situé près du village de Koútavos (el), à environ 2,5 kilomètres au sud-est d'Argostóli,.

## Histoire
Pendant les périodes classique et hellénistique, Kráni est l'une des quatre cités de l'île, avec Sámi, Páli et Prónnoi. Les cités forment une tétrapole, ou union de quatre cités. Dans la mythologie grecque, la ville est nommée d'après un fils de Céphale nommé Kránios.

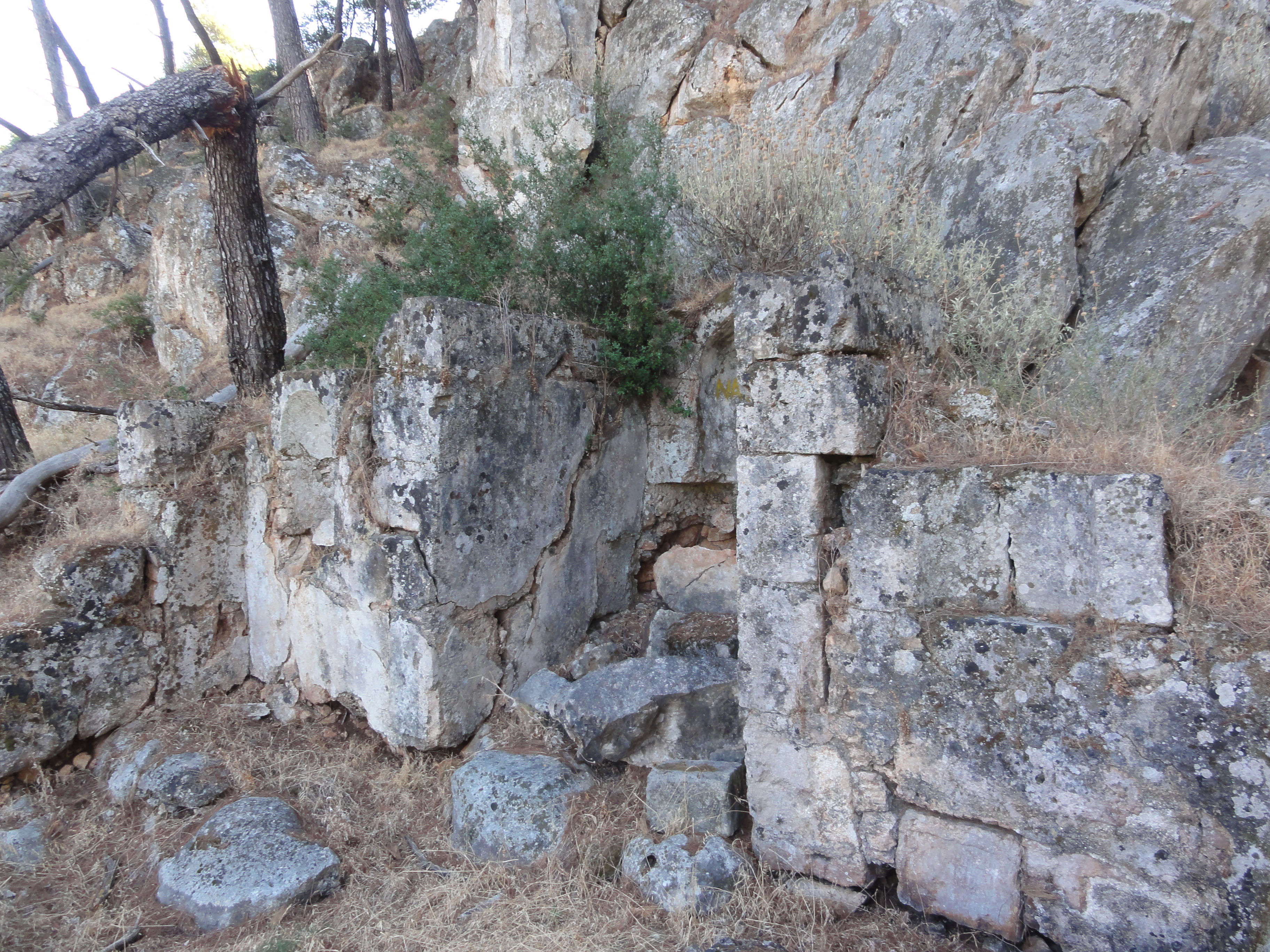
Vue des ruines de l'église de la Sainte Trinité (Agía Triáda).

La période d'apogée de Kráni se situe au cours du Ve siècle av. J.-C. Comme les autres cités de l'île, la ville rejoint la Ligue de Délos, dirigée par Athènes, en 431 av. J.-C. En conséquence, les Corinthiens lancent une expédition militaire dans la région, mais celle-ci échoue. En 421 avant J.-C., les Athéniens y installent les Messéniens s'étant retirés de Pýlos. La ville est connue pour avoir frappé ses propres pièces d'argent et de bronze. L'indépendance de Kráni prend fin en 189 av. J.-C., date à laquelle elle se rend aux Romains dans le cadre de négociations,,. La ville est mentionnée à la fois par Strabon et Pline l'Ancien.

## Bâtiments et découvertes
Kráni est située sur la côte ouest de l'île. Son acropole, ou colline du château, est située sur une colline à l'est de Koútavos, aujourd'hui connue sous le nom de Ráchi. Sa hauteur au-dessus du niveau de la mer est d'environ 251 mètres. Des vestiges des murs de la forteresse et quelques bâtiments sont conservés sur la colline. Les vestiges du mur de la forteresse sont divisés en deux parties. La partie sud entoure l'acropole. La partie nord, mieux conservée et plus étendue, construite à l'époque hellénistique, comprend une longue section continue avec les restes de nombreuses tours,.
Les ruines de l'église médiévale de la Sainte-Trinité (Agía Triáda) se trouvent également sur le site de Kráni. L'église est construite sur le site d'un ancien temple dédié à Déméter et Perséphone.